# Tetiana Proròtxenko
Tetiana Proròtxenko   (Berdiansk, 15 de març de 1952 - Kíiv, 11 de març de 2020), de casada Burakova, fou una atleta ucraïnesa, especialista en curses de velocitat, que va competir sota bandera soviètica durant les dècades de 1970 i 1980.
El 1976 va prendre part en els Jocs Olímpics d'Estiu de Mont-real on va disputar dues proves del programa d'atletisme. En els 4x100 metres, formant equip amb Liudmila Zharkova, Nadejda Besfamilnaya i Vera Anisimova guanyà la medalla de bronze, mentre en els 200 metres fou sisena. Quatre anys més tard, als Jocs de Moscou, va guanyar la medalla d'or en la prova del 4x400 metres. Formà equip amb Tatyana Goistchik, Nina Zyuskova i Irina Nazarova.
En el seu palmarès també destaca una medalla de plata al Campionat d'Europa d'atletisme de 1978 i sis campionats nacionals, en els 200 metres (1976), 400 metres (1980), 4x400 metres (1978 i 1979) i 4x200 metres (1979 i 1980).
Es va retirar el 1981.

## Millors marques
- 100 metres. 11.2" (1976)
- 200 metres. 22.98" (1976)
- 400 metres. 50.6" (1977)[2][3][4]